# Федорівка (Фастівський район)
Фе́дорівка — село в Україні, у Фастівському районі Київської області. Входить до складу Томашівської сільської громади. Населення становить 56 осіб.

## Історія
Мальовниче українське козацьке село Федорівка лежить уздовж лісу на березі річки Ірпінь. Засноване на стику двох епох — коли українські землі потерпали від татарських набігів, і на початку зародження українського козацтва.
Люди з Києва та інших міст Київщини тікали від монголо-татар, шукаючи кращої долі. Привабливими для переселенців були ліс, річка та великий став (за радянської влади став висушили меліоратори, а поклади торфу вивезено до Росії). Поруч з Федорівкою є заснований паном Казимиром Хаєцьким хутір, який спочатку мав назву Хаївка (тепер це одна з вулиць села Федорівка).
Під час Коліївщини тут побували дідівщинські козаки, які діяли під командуванням Івана Бондаренка.
За радянської влади під час примусової колективізації та штучного голодомору в селі померло 113 жителів.
Мартиролог жителів с. Федорівка — жертв Голодомору 1932—1933 років укладений за свідченнями очевидців Сядро Л. П., 1919 р.н. й Чорноштан М. М., 1926 р.н., записаними 2007 року пенсіонеркою Андрієнко Л. П.
До 1957 року Федорівка входила до складу Корнинського району Житомирської області.

## Народна творчість
Пісня Петрівка, записана в с. Федорівка Фастівського району Київської області, від Андрієнко Зори Іванівни 1937 р.н., Микитчук Паши Антонівни 1939 р.н., Микитчук Галини Максимівни 1939 р.н., Рудчук Катерини Федорівни 1939 р.н.

## Видатні люди
- Нащадком мешканців Федорівки є Іващенко Оксана Володимирівна (нар. 1985, літературний псевдонім Мальва Кржанівська) — поетеса,[3][4] військовослужбовиця, нагороджена орденом Данила Галицького.